# Мюре, Марк Антуан
Марк-Антуан Мюре́ (фр. Marc Antoine Muret, латиниз. Muretus; 12 апреля 1526 — 4 июня 1585, Рим) — французский писатель, педагог, гуманист, учитель Монтеня.

## Биография
Родился близ города Лимож. Сведения о юношеских годах Мюре практически отсутствуют; по-видимому, по стопам отца он начал изучать право, но очень скоро отказался от этой стези и стал интенсивно заниматься самообразованием. Мюре общался со Скалигером, навещал его в Ажане, пользовался его советами. С 1545 года, не имея никакого диплома, занимался преподавательской деятельностью, вначале в Оше и Пуатье, а затем в Бордо, где в то время учился Мишель де Монтень. В своей книге «Опыты» Монтень даёт высокую оценку своему наставнику, «которого и Франция и Италия считают лучшим оратором нашего времени».
В 1551 году Мюре приехал в Париж, где снискал славу выдающегося стихотворца и эрудита. Преподавал в коллеже Бонкур, общался с поэтами Плеяды. В 1553-1554 жил в Тулузе, однако, обвинённый в содомии и ереси, оставил Францию, дабы избежать костра. Жил в Венеции (1554-1558), общался с Паоло Мануцио, преподавал в Падуе; по словам Скалигера, Мюре навлёк на себя гнев венецианских патрициев за попытку «склонить их сыновей к содомии».
В 1558 году по приглашению Ипполито д’Эсте Мюре перебрался в Феррару; в 1560 в сопровождении кардинала поселился в Риме. С 1563 года читал публичные лекции по литературе, юриспруденции и риторике в Римском университете. Вошёл в контакт с иезуитами; рукоположен в 1576 г., но продолжил преподавание до 1584 года.

## Сочинения
В 1546 в Гиенском коллеже (Бордо) была поставлена трагедия Мюре «Юлий Цезарь» на материале «Сравнительных жизнеописаний» Плутарха. В 1552 г. опубликовал в Париже сборник латинских стихов «Juvenilia». Год спустя составил обширный филологический комментарий к «Любовным стихотворениям» Ронсара, который ознаменовал собой важный этап в развитии французского гуманизма: «впервые во Франции текст современного поэта представал снабжённым схолиями, подобно произведениям древних авторов». Главные труды Мюре: «Orationes» (большей частью, вступительные лекции), «Epistolae» и обширный эрудитский свод «Чтения на различные темы» («Variae lectiones»; восемь томов в издании 1559 года, двадцать — 1580 года). Ему же принадлежат издания нескольких римских классиков — Катулла, Горация, Теренция, Тибулла.

### «Чтения на различные темы»
Эта книга, выдержанная в популярном у гуманистов Возрождения (и восходящем к «Аттическим ночам» Авла Геллия) жанре, сочетает учёность со стремлением к разнообразию и высоким интеллектуальным развлечением. В неё включены комментарии к античным текстам, выявление связей между греческими и римскими источниками (с первыми Мюре был знаком много хуже). Среди римских авторов, которых чаще всего цитирует Мюре, — Цицерон, Плавт, Гораций, Теренций, Вергилий, Плиний Старший, Овидий, Тит Ливий и Катулл. В этом отношении он в полной мере следует канону своего времени. Интересно, что Отцы Церкви (Лактанций, Тертуллиан, Августин, Иероним, Амвросий Медиоланский, Григорий Назианзин, Климент Александрийский, Ориген и пр.) занимают в книге довольно скромное место. Сравнительно редко упоминаются ренессансные авторы (чаще других — итальянские, французские и нидерландские гуманисты, включая Эразма Роттердамского, Юста Липсия, Гийома Бюде, Анджело Полициано, Лоренцо Валлу).

## Интересные факты
- Бежавший из Франции Мюре по дороге заболел и оказался в больнице; ломбардские лекари, приняв его за нищего бродягу, произнесли при нём латинскую фразу «Faciamus experimentum in anima vili» («попробуем-ка это средство на низкой душонке»), на что «босяк» неожиданно ответил: «Vilem animam appellas pro qua Christus non dedignatus est mori...» («Ты именуешь низкой душонкой того, ради кого Христос не погнушался пойти на смерть»)[5].
- Мюре похоронен в известной римской церкви Сантиссима-Тринита-дей-Монти, над Испанской лестницей.